# Surf de neu
El surf de neu (en anglès, snowboarding) és un esport en què es fa servir una planxa de neu i que sol compartir espai amb l'esquí alpí. Es pot practicar tant fora les pistes com en pistes especialitzades on es troben baranes, tubs, entre d'altres, per a poder fer salts i moviments més complicats.

## Història
Les primeres evidències de surf de neu es remunten a principis del 1910, quan la gent volia fixar els seus peus a un tauló de fusta contraxapada mitjançant cordes de pesca i regnes de cavalls per poder baixar pels pendents de les muntanyes nevades.
El surf de neu modern va començar el 1965 quan Sherman Poppen, un enginyer de Muskegon, Michigan, va inventar una joguina per les seves filles ajuntant dos esquís i lligant a una corda amb la qual tenir control sobre la taula. El va anomenar "snurfer" (una combinació de neu i surf) i va ser tan popular que Sherman Poppen va vendre la llicència a una empresa, Brunswick Corporation, que va aconseguir vendre prop d'un milió de "snurfers" durant la següent dècada, més de mig milió només en 1966.
A principis de la dècada del 1970, Poppen organitzar competicions de snurfing a l'estació d'esquí de Michigan que va atreure a aficionats de tot el país. Un d'ells va ser Tom Sims, un amant del skateboarding, que va fabricar un surf de neu a l'escola quan cursava vuitè grau en Haddonfield, New Jersey, allà per l'any 1960. La seva idea va ser entapissar la part superior d'un tros de fusta i fixar una xapa d'alumini a la part inferior que, posteriorment, a mitjans dels anys 1970 va produir i comercialitzar. Alhora, Dimitrije Milovich, 1 entusista del surf que utilitzava les safates de la cafeteria de la universitat per lliscar per la neu, va construir una taula de surf de neu anomenada "Winterstick" inspirada en les taules de surf convencionals. Diversos articles sobre les taules Winterstick en revistes importants del país van ajudar a publicitar aquest esport tan jove.
El 1977, Jake Burton Carpenter, un jove de Vermont que portava des dels 14 anys practicant el snurfing, va impressionar a tots els assistents d'una competició de snurfing a Michigan amb les fixacions que ell mateix s'havia fabricat per fixar els seus peus a la taula. El mateix any, Jake Burton va fundar Burton Snowboards a Londonderry, Vermont. Les taules de surf de neu estaven fetes de taulons de fusta flexibles i amb fixacions d'esquí aquàtic. Al principi, molt poques persones van comprar
les seves taules, però, amb el temps Burton es convertiria en la major empresa de surf de neu del món.
Les primeres competicions de carreres en oferir premis en metàl·lic van ser en el Campionat Nacional de Snurfing, celebrat al Parc Estatal de Muskegon, Michigan. Jake Burton va voler competir amb una taula de les seves i alguns participants van protestar, ja que consideraven que no era una taula de snurfer, no obstant, alguns participants van advocar perquè Jake Burton pogués competir amb la seva taula de surf de neu. La solució resultant va ser la creació d'un altre "Open" o divisió en la qual Jake Burton va guanyar en ser l'únic participant. Aquesta, és considerada com la primera competició de surf de neu i que, a més, oferia un premi en metàl·lic.
El surf de neu es va fer més popular al final de la dècada del 1970 i el 1980, els pioners com Dimitrije Milovich, Jake Burton, Tom Sims i Chuck Barfoot (fundador de GNU Snowboard) van arribar amb nous dissenys, mecanismes i equipaments relacionats que a poc a poc s'han anat desenvolupant en el món del surf de neu i que avui dia es coneixen.
La primera Cursa Nacional de Snowboard dels EUA es va celebrar el 1982 a Suicide Six, Vermont.
El primer Campionat Mundial de Halfpipe es va celebrar el 1983, Soda Springs, Califòrnia.
La primera Copa del Món es va celebrar a 1985 a Costa Rica i els Estats Units.
El 1990 es va fundar la Federació Internacional i Snowboard (ISF) per regular les competicions de forma universal. A més, l'Associació de Snowboard dels EUA (USASA) regula i organitza competicions de surf de neu en l'actualitat. Avui en dia, aquests esdeveniments de surf de neu d'alt nivell com els X Games d'hivern, l'Air & Style, US Open, Jocs Olímpics, entre d'altres, són emesos i seguits mundialment. Inicialment, les estacions d'esquí van adoptar al surf de neu d'una manera més lenta que el públic. Durant molts any, es va crear una confrontació entre esquiadors i snowboarders. Al principi moltes estacions d'esquí denegaven l'accés als snowboarders, després se'ls demanava un nivell mínim abans de pujar al telecadira, ja que, existia el pensament que els snowboarders més novells deixaven les pistes "netes" de neu, és a dir, es portaven tota la neu i deixaven les pistes en mal estat. El 1985 només el 7% de les estacions d'esquí dels Estats Units, dades molt similars a Europa, permetia l'accés als practicants de surf de neu. Posteriorment, amb el progrés tant en la tècnica i l'equipament, a poc a poc l'snowboard va ser més acceptat. El 1990, la gran majoria d'estacions d'esquí tenia pistes separades per al snowboarding. Actualment, un 97% de totes les estacions d'esquí als EUA i Europa permeten el snowboarding i tenen zones específiques per al freestyle.

## Modalitats

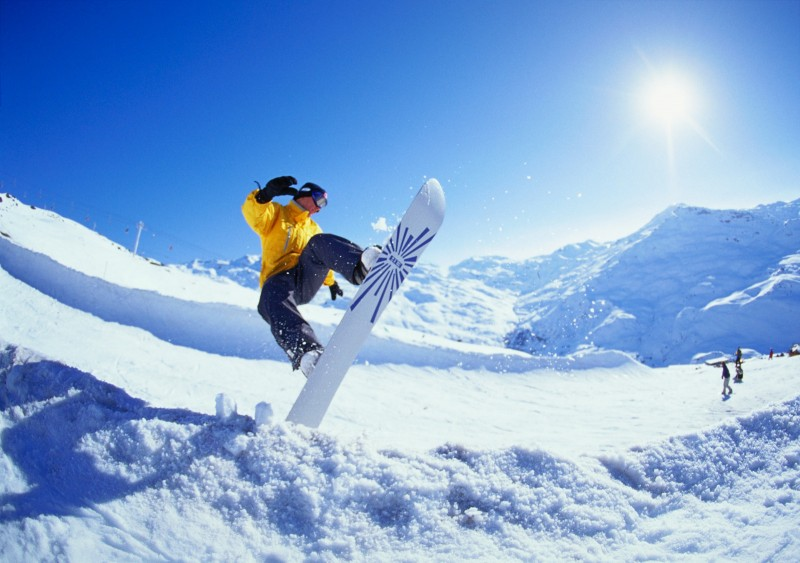
Salt en surf de neu

Existeix un tipus de planxa adequada a les característiques de cada modalitat.
- Estil lliure o freestyle: es focalitza en la realització de piruetes anomenades en anglès tricks. Per les seves característiques, aquesta modalitat propicia a la utilització de planxes molt més flexibles i fàcils de dominar.[6]
- Freeride: es caracteritza per la pràctica del surf de neu a llocs extrems, fora de pistes. Les taules acostumen a ser més rígides pel fet d'incrementar el control sobre la taula.[7]
- Carrera: consisteix a baixar al més ràpidament possible per les pistes.
- Splitboard: planxa de surf de neu tallada per la meitat en sentit longitudinal, que es transforma en esquís, els quals, incorporant unes pells de foca, permeten als practicants progressar i ascendir sobre la neu. A l'hora del descens, s'uneixen les dues meitats i l'splitboard es transforma en una planxa de surf de neu.[8]